# Marcial Hurtado
Marcial Hurtado  (Callao, Perú; 30 de junio de 1919-1 de junio de 2005). Fue un futbolista peruano. Jugaba de delantero y fue parte de la selección peruana en los Campeonatos Sudamericanos de 1941y 1942A nivel de clubes jugó en Sport Boys Association y en el Club Atlético Chalaco, entre otros equipos. 

## Selección nacional
Fue internacional con la Selección de fútbol de Perú en 7 partidos, entre 1941 y 1942. Anotó su único gol por la selección el 19 de enero de 1941 ante Argentina en un amistoso por la Copa Roque Sáenz Peña.

### Participaciones en Copa América
| Copa América                 | Sede    | Resultado |
| ---------------------------- | ------- | --------- |
| Campeonato Sudamericano 1941 | Chile   | Cuarto    |
| Campeonato Sudamericano 1942 | Uruguay | Quinto    |

## Clubes
| Club                            | País | Temporada |
| ------------------------------- | ---- | --------- |
| Club Social San Carlos Callao   | Perú | 1936-1938 |
| Sport Boys Association          | Perú | 1939-1945 |
| Club Mariscal Sucre de Deportes | Perú | 1946-1947 |
| Club Atlético Chalaco           | Perú | 1948      |
| Sport Boys Association          | Perú | 1950      |
| San Lorenzo de Almagro Callao   | Perú | 1951-1952 |
| KDT Nacional Sporting Club      | Perú | 1954-1955 |

## Palmarés

#### Campeonatos nacionales
| Título           | Club       | País | Año  |
| ---------------- | ---------- | ---- | ---- |
| Primera División | Sport Boys | Perú | 1942 |